# Ormányos medve
Az ormányos medve vagy más néven vörösorrú koati (Nasua nasua) az emlősök (Mammalia) osztályának ragadozók (Carnivora) rendjébe, ezen belül a mosómedvefélék (Procyonidae) családjába tartozó faj.
Nemének a típusfaja.

## Előfordulása
Dél-Amerikában, Kolumbiától és Venezuelától délre egészen Uruguayig és Észak-Argentínáig honos. Mindenféle erdőben megtalálható, az őserdőtől a folyami erdőkön át a hegyi erdőkig, egészen 2500 méteres magasságig. Elterjedtsége miatt nem védett.
A kutatók nem értenek egyet abban, hogy az Andoktól nyugatra fellelhető-e. Nyugat-Ecuadorban és Észak- és Nyugat-Kolumbiában már biztos fellelhető. Dél-Amerikában a fehérorrú koatival csak Északnyugat-Kolumbia távoli csücskében találkozhatnak. Az ormányos medve elterjedési területe átfedhet a kis ormányosmedvével, habár ez utóbbi inkább magasabb helyeken él, mint az ormányos medve.

## Alfajai
- Nasua nasua aricana Vieira, 1945
- Nasua nasua boliviensis Cabrera, 1956
- Nasua nasua candace Thomas, 1912
- Nasua nasua cinerascens Lönnberg, 1921
- Nasua nasua dorsalis J. E. Gray, 1866
- Nasua nasua manium Thomas, 1912
- Nasua nasua molaris Merriam, 1902
- Nasua nasua montana Tschudi, 1844
- Nasua nasua nasua (Linnaeus, 1766)
- Nasua nasua quichua Thomas, 1912
- Nasua nasua solitaria Schinz, 1823
- Nasua nasua spadicea Olfers, 1818
- Nasua nasua vittata Tschudi, 1844

## Megjelenése
41-67 centiméter hosszú, ehhez jön még 32-70 centiméteres farka. Testtömege 2-7,2 kilogramm között változhat. Szőrzete a vörösesbarnától a szürke színig terjedően elég változatos, és a farkán sem mindig láthatók jól a gyűrűk. Hasa világos színű. Rövid, erős lábai feketék, farka feketén gyűrűzött. Feje hosszúkás, fülei rövidek és kerekek. Nagyon jellemző bélyege – amiről a nevét is kapta – hosszú, mozgékony orra, amivel a talajon táplálékot keres. Orra körül fehér szín figyelhető meg, ez azonban nem annyira kiterjedt, mint rokonánál, a fehérorrú koatinál. Negyven foga van; a fogképlete a következő: {\displaystyle {\tfrac {3.1.4.2}{3.1.4.2}}}.

## Életmódja
A mosómedve (Procyon lotor) közeli rokona, életmódja azonban különbözik tőle. Leginkább az erdős területeket lakja, egyaránt ügyesen mozog a fákon és a talajon, és a vízben is jól úszik. Farka a fákon az egyensúlyozást segíti, a földön kinyújtva hordja. Kedveli az erdőszéleket is, és a másodlagos erdőket is elfogadja. 2500 méter magasságig él. Az emberi településeket is felkeresi, gyakran guberál a szemétlerakó helyeken.
Többnyire nappal, néha éjszaka is aktív, ilyenkor folyamatosan keres, kutat és szimatol táplálék után. Többnyire a talajon mozog, de az estét inkább fákon tölti. A nőstények inkább növényevők, a nagyobb hímek azonban – főleg rágcsálókra – vadásznak is. Kedveli a bogyókat, gyümölcsöket, gombákat, az állatok közül a skorpiót és a mérges százlábút is elkapja, de a dögöt sem veti meg. A gyümölcsökért a fák tetejére is felmászik, és zsákmányát szimatolva, kövek alatt is keresi.
A nőstények és utódaik 10-20 fős, szigorú hierarchiájú csapatokban élnek, a hímek azonban a szaporodási időszak kivételével magányosak. A területük átmérője általában 1 km, és gyakran átfedők. A hímek szintén területtartók, és hevesen védelmezik territóriumukat egymással szemben. A nőstények között rendkívül szoros kapcsolatok, barátságok alakulhatnak ki; a majmokhoz hasonlóan kurkásszák is egymást. Eltérő viselkedésük miatt a hímeket sokáig külön fajnak tekintették.
A csapatok tagjai vinnyogó hangokkal jelzik jelenlétüket. A vészjelzés hangos ugatásokból és csettintésekből áll. Elhangzásakor lemásznak a fákról, és szétszóródva menekülnek. Ragadozói óriáskígyók, ragadozó madarak, rókák, kutyák, és nagymacskák, mint a jaguár, a puma vagy a jaguarundi. Mivel néha betör a tyúkólakba, ezért az emberek is vadásszák.

## Szaporodása
A párzási időszak februártól márciusig tart, ekkor a legközelebbi domináns hím a nőstények kegyeit keresve csatlakozik a csapathoz. A hím alávetettként viselkedik, mire a nőstények megengedik, hogy párosodjon velük.  A párzás után azonban a nőstények elkergetik a hódítót. A hímet később sem engedik közel, már csak azért sem, mert veszélyezteti a kölyköket.  A nőstények több hímmel is hajlandók párzani.  Átlagosan 74-77 napnyi vemhesség után egy különálló fára rakott fészekben 1-7 kölyköt ellik, a csoport többi tagjától távol.  A fejletlenül, mindössze 150 grammal születő vak kölyköket négy hónapos korukban választja el anyjuk.  Öt-hat hét múlva, mikor a kölykök már képesek elég ügyesen mozogni, újra csatlakoznak a csapathoz.  A fiatalok 2-3 éves korukban válnak ivaréretté.  A természetben általában 7-8 évig él, állatkertben akár 17 évig is.
Az ormányos medvét könnyen lehet szelídíteni, az őslakosok régóta tartják házi kedvencként.

## Állatkertekben
Szinte minden állatkertben élnek vörösorrú koatik. Magyarországon a Budapesti Állatkertben, a Nyíregyházi Állatparkban, a Veszprémi Állatkertben, a Debreceni Állatkertben, a Kecskeméti Vadaskertben, a Győri Állatkertben, a Miskolci Állatkertben, a Pécsi Állatkertben, a Jászberényi Állatkertben, a Szegedi Vadasparkban, a Veresegyházi Medveotthonban, a Tisza-tavi mini Zooban, a Komlói Mini Zooban,a pécsi Manch-ranchon, Sarudon, a Szigethalmi Vadasparkban és a Felsőlajosi Magán Zooban láthatóak.

## Képek
|  |  |  |

## Fordítás
- Ez a szócikk részben vagy egészben  a   Südamerikanischer Nasenbär című német Wikipédia-szócikk fordításán alapul.  Az eredeti cikk szerkesztőit annak laptörténete sorolja fel. Ez a jelzés csupán a megfogalmazás eredetét és a szerzői jogokat jelzi, nem szolgál a cikkben szereplő információk forrásmegjelöléseként.
- Ez a szócikk részben vagy egészben  a   South American coati című angol Wikipédia-szócikk ezen változatának fordításán alapul.  Az eredeti cikk szerkesztőit annak laptörténete sorolja fel. Ez a jelzés csupán a megfogalmazás eredetét és a szerzői jogokat jelzi, nem szolgál a cikkben szereplő információk forrásmegjelöléseként.